# آر بي سي إس3
آر بي سي إس3 (بالإنجليزية: RPCS3)‏ هو محاكٍ حر ومفتوح المصدر لنظام البلاي ستيشن 3 مكتوب بلغة سي++ ويعمل على مايكروسوفت ويندوز وأنظمة التشغيل لينكس حيث يتمكن من محاكاة ألعاب وبرمجيات البلاي‌ ستيشن 3 على الحاسوب الشخصي. وعلى الرغم من تعقيد آلية عمل نظام البلاي‌ ستيشن 3، يستطيع المحاكي تشغيل أكثر من 2749 لعبة للبلاي‌ ستيشن 3 من أصل 3015 لعبة.

## وصف المحاكي
تأسس المحاكي في عام 2011، حيث تم رفع كود البرنامج في البداية على موقع جوجل كود الخاص بمشاريع البرمجة، ولكن بعد ذلك أصبح يتم عرضه على غيت هاب في 2013. استطاع المحاكي من تشغيل بضعة ألعاب بسيطة للبلاي ستيشن 3 في سبتمبر 2011.
شاهد المحاكي تحسينات ملحوظة في الأداء بنسبة تصل إلى %400 عند تجربته بوساطة واجهة التطبيقات فولكان، مما جعل الكثير من الألعاب تعمل بكفاءة. وأصبح فولكان من المتطلبات الرئيسية لعمل البرنامج بكفاءة.
يستطيع المحاكي حاليا تشغيل بعض الألعاب الحصرية لنظام البلاي ستيشن 3 من أشهرها ذا لاست أوف أس واله الحرب وديمون سولز  أصبح المحاكي يدعم الألعاب بجودة عالية الوضوح تصل إلى 4k.

## متطلبات النظام
اعتبارًا من 29 ديسمبر 2017، يتطلب لتشغيل المحاكي علي الحاسوب الشخصي نسخة 64-بت من ويندوز 7 أو أحدث. كما يتطلب على الأقل رام 2GB، وكارت شاشة يدعم أي من أوبن جي إل 4.3 أو دايركت إكس 12 أو فولكان.

### أدنى المواصفات التي يحتاجها البرنامج لكي يعمل
- لينكس أو نسخة 64-بت من ويندوز 7 أو 8 أو 10
- وحدة معالجة مركزية (CPU) تدعم نظام 64-بت
- كارت شاشة يدعم OpenGl 4.3 أو أحدث
- 4GB رام

### المواصفات المثلى للبرنامج
- لينكس أو نسخة 64-بت من ويندوز 7 أو 8 أو 10
- وحدة معالجة مركزية Intel 4-core أو 6-cores
- كارت شاشة NVIDIA أو AMD يدعم فولكان
- 8GB رام أو أعلى